# Филон (зодчий)
Филон (Φίλων, кон. IV в. до н. э.) — древнегреческий архитектор.  Главные его постройки — портик Телестериона в Элефсисе (по заказу Деметрия Фалерского, ок. 318 г до н. э.)  и арсенал в афинском порту Пирее. 
Плутарх говорил об арсенале в Пирее как о здании, которым единодушно восхищались, сохранилась мраморная плита с детальным  описания проекта и сметы постройки. Сам арсенал был разрушен Суллой в 86 году в время осады Афин и Пирея.
Витрувий упоминает несколько сочинений Филона, которые не сохранились.